# Parallelismo (figura retorica)
Il parallelismo è la figura retorica di ordine (sintattica) con la quale si sviluppa un'idea attraverso la successione simmetrica, in genere in coppia, con schema A B, A B (dove A rappresenta il verbo e B rappresenta il complemento oggetto), di brevi concetti o elementi grammaticali. Ad esempio:
Mandò le tenebre e fece buio. (Salmi, 104, 20)
Se combinato con l'iperbato, la figura retorica risultante viene detta sinchisi.
Il parallelismo è particolarmente importante nella poesia ebraica.
Nei testi poetici della Bibbia ebraica (ad esempio i Salmi, il Cantico dei Cantici) si possono notare diverse tipologie di parallelismi.